# Tour de Flandes 1970
El Tour de Flandes 1970 va ser la 54a edició del Tour de Flandes. La cursa es disputà el 5 d'abril de 1970, amb inici a Gant i final a Merelbeke després d'un recorregut de 265 quilòmetres. El vencedor final fou el belga Eric Leman, que s'imposà a l'esprint en l'arribada a Merelbeke al seu company d'escapada, el també belga Walter Godefroot. A deu segons arribà el també belga Eddy Merckx, encapçalant un trio perseguidor.

## Classificació final
|    | Ciclista                   | Equip                | Temps      |
| -- | -------------------------- | -------------------- | ---------- |
| 1  | Eric Leman (BEL)           | Flandria-Mars        | 6h 24' 00" |
| 2  | Walter Godefroot (BEL)     | Salvarani-Chiorda    | m. t.      |
| 3  | Eddy Merckx (BEL)          | Faemino-Faema        | + 10"      |
| 4  | Frans Verbeeck (BEL)       | Geens-Watney-Diamant | m. t.      |
| 5  | Roger Rosiers (BEL)        | Bic                  | m. t.      |
| 6  | Jean-Pierre Monseré (BEL)  | Flandria-Mars        | + 25"      |
| 7  | Patrick Sercu (BEL)        | Dreher               | m. t.      |
| 8  | Jan Janssen (NED)          | Bic                  | m. t.      |
| 9  | Daniel van Ryckeghem (BEL) | Mann-Grundig         | m. t.      |
| 10 | Evert Dolman (NED)         | Willem II-Gazelle    | m. t.      |